# Bahnhof Uwa Goromo
Der Bahnhof Uwa Goromo (jap. 上挙母駅, Uwa Goromo-eki) ist ein Bahnhof auf der japanischen Insel Honshū. Er wird von der Bahngesellschaft Meitetsu (Nagoya Tetsudō) betrieben und befindet sich in der Präfektur Aichi auf dem Gebiet der Stadt Toyota östlich von Nagoya.

## Verbindungen
Uwa Goromo ist ein Zwischenbahnhof und früherer Trennungsbahnhof an der Meitetsu Mikawa-Linie, die Toyota mit Chiryū verbindet und von der Bahngesellschaft Meitetsu betrieben wird. Lokalzüge verkehren im Viertelstundentakt von Sanage über Umetsubo und Toyotashi zum Bahnhof Chiryū, wo Anschluss an die Meitetsu Nagoya-Hauptlinie besteht. Etwa 400 Meter weit im Westen befindet sich der Bahnhof Shin-Uwagoromo an der Aichi-Ringlinie. Es verkehren hier keine Buslinien.

## Anlage
Der Bahnhof steht im Stadtteil Kanayachō südlich des Stadtzentrums. Die Gegend ist einerseits von Wohnvierteln geprägt, anderseits von Industriebetrieben. Zu diesen gehören eine Reifenfabrik von Sumitomo Rubber Industries und zwei Automobilfabriken der Toyota Motor Corporation. Die Anlage ist von Nordosten nach Südwesten ausgerichtet und umfasst zwei Gleise an einem Mittelbahnsteig. Dieses besitzt einen kleinen Unterstand und ist durch einen mit Schranken gesicherten Fußgänger-Bahnübergang mit dem Empfangsgebäude an der Nordseite verbunden. Der Bahnhof ist nicht mit Personal besetzt und umfasst bis in die frühen 1960er Jahre vier Gleise an zwei Mittelbahnsteigen.
Im Fiskaljahr 2019 nutzten durchschnittlich 4792 Fahrgäste täglich den Bahnhof.

## Gleise
| 1 | ▉ Meitetsu Mikawa-Linie | Toyotashi • Umetsubo • Sanage |
| 2 | ▉ Meitetsu Mikawa-Linie | Chiryū                        |

## Bilder

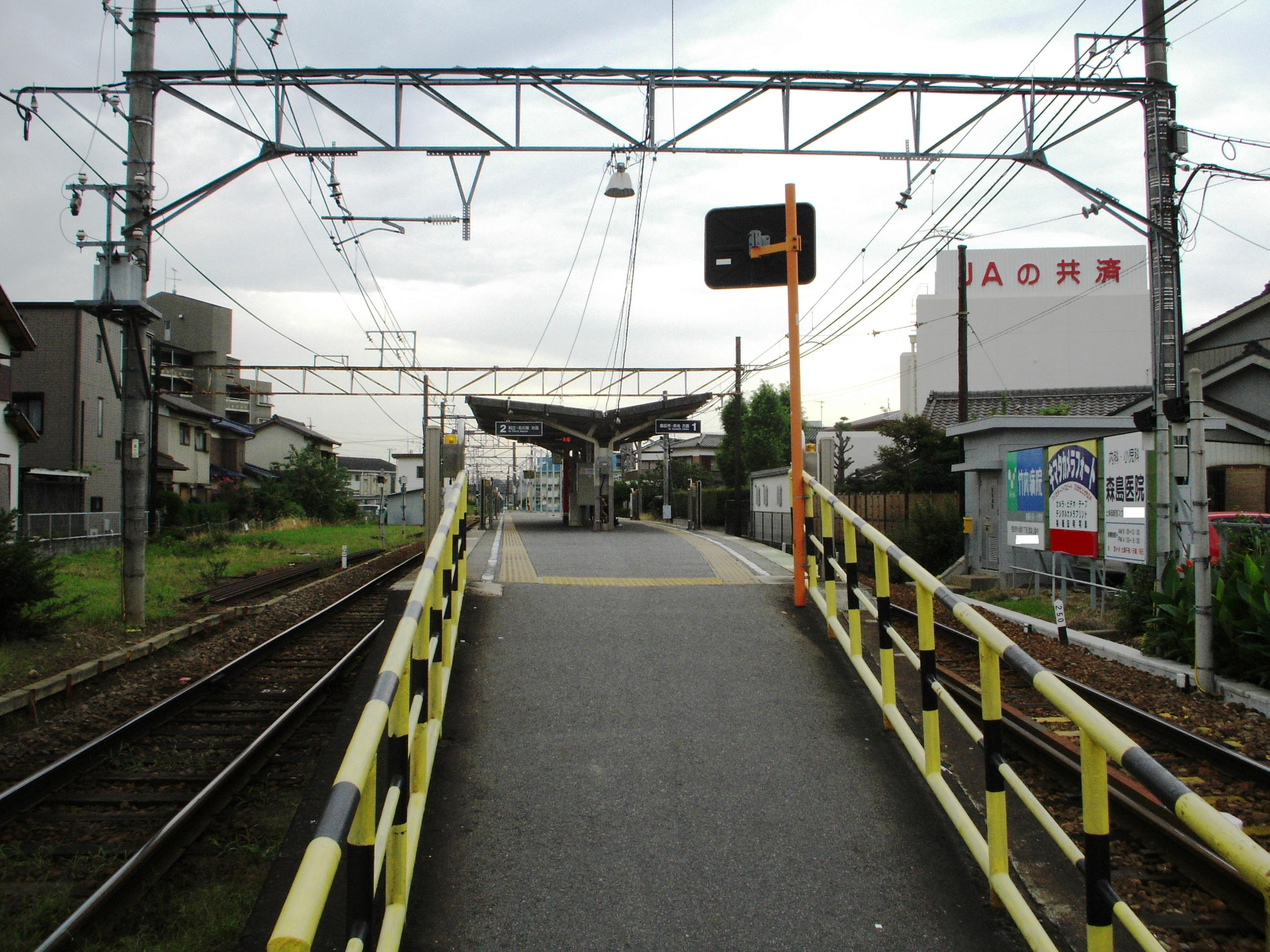
Zugang zum Bahnsteig
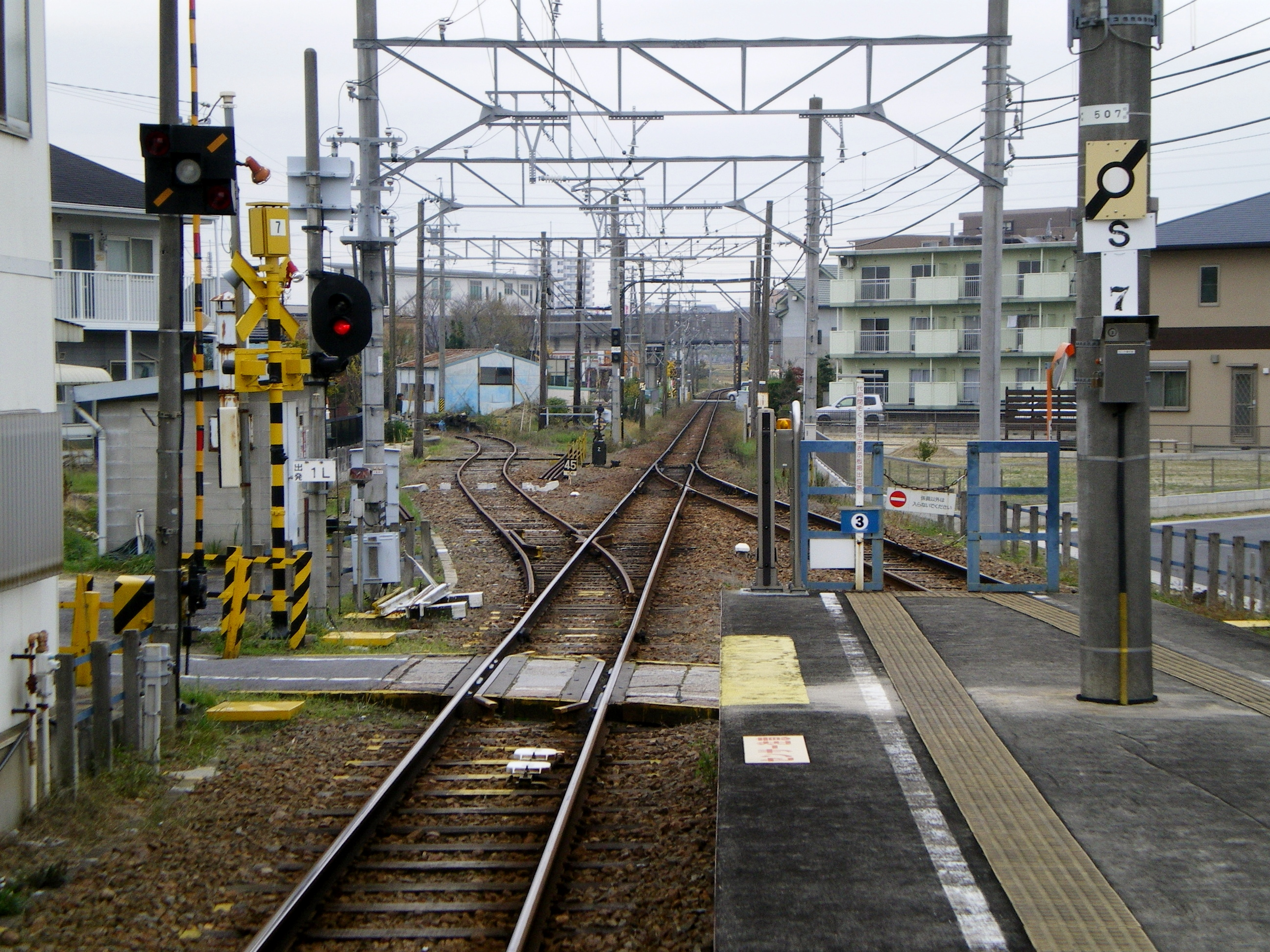
Überrest der Abzweigung der ehemaligen Koromo-Linie
Gleisplan von 1957
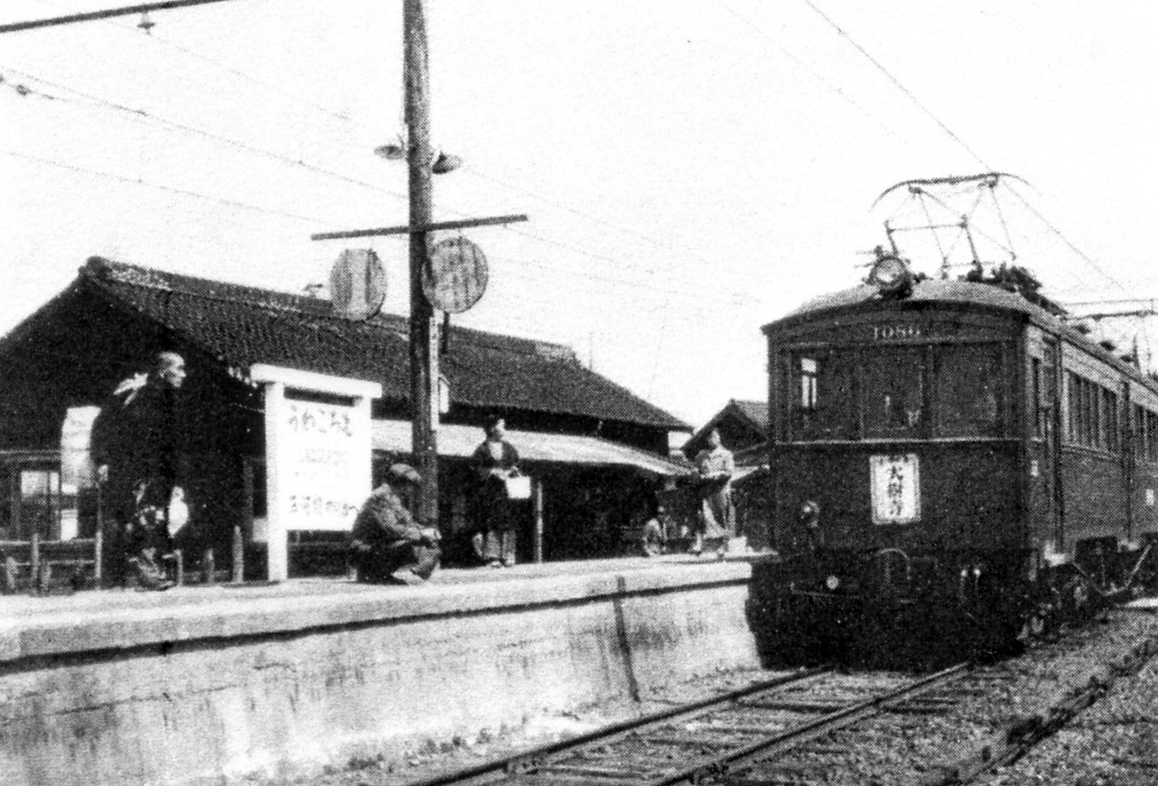
Der Bahnhof im Jahr 1956
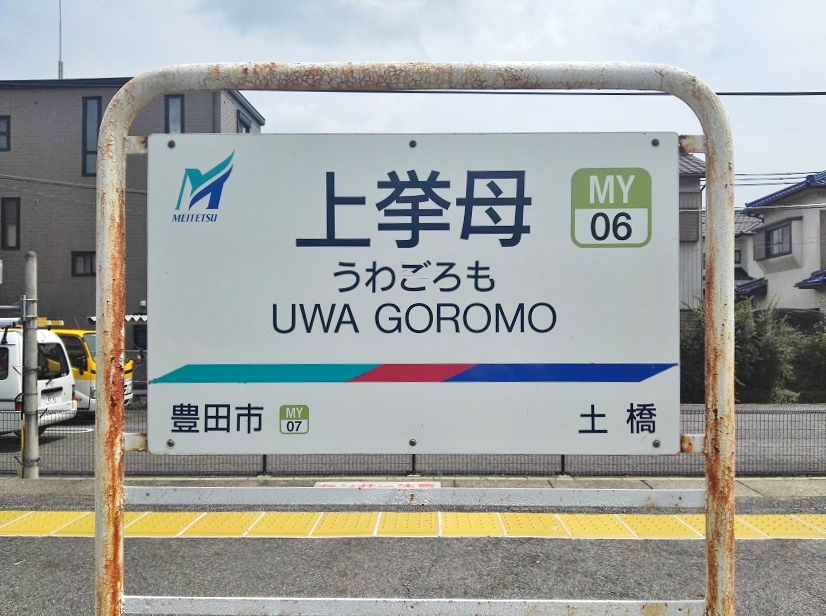
Bahnhofsschild

## Linien
| Verlauf der Meitetsu Mikawa-Linie |
| --- |
| Sanage • Hiratobashi • Koshido • Umetsubo • Toyotashi • Uwa Goromo • Tsuchihashi • Takemura • Wakabayashi • Mikawa Yatsuhashi • Mikawa Chiryū • Chiryū • Shigehara • Kariya • Kariyashi • Ogakie • Yoshihama • Mikawa Takahama • Takahama-minato • Kita-Shinkawa • Shinkawa-machi • Hekinan-chūō • Hekinan |

## Geschichte
Die Eröffnung des Bahnhofs erfolgte am 31. August 1920 durch die Bahngesellschaft Mikawa Tetsudō, zusammen mit dem Teilstück von Tsuchihashi her. Rund zwei Monate lang war er die nördliche Endstation, bis zur Verlängerung der Strecke nach Toyotashi am 1. November desselben Jahres. Knapp neun Jahre später, am 18. Dezember 1929, nahm die Mikawa Tetsudō die hier abzweigende Koromo-Linie nach Mikawa Iwawaki in Betrieb, wo sie auf die bereits bestehende Strecke nach Okazaki stieß. 1941 gingen der Bahnhof und die beiden Bahnstrecken an die Meitetsu über. Die neue Besitzerin stellte am 11. Mai 1961 den Güterumschlag ein und legte am 4. März 1973 die Koromo-Linie still.